# مناجات خمس عشره
مناجات خمس عشره (مُناجاتُ خَمْسَ عَشَرَة) مجموعه‌ای از پانزده دعا منسوب به سجاد (چهارمین امام شیعیان) است. سجاد همچنین مؤلف مجموعه دیگری از دعاها به نام صحیفه سجادیه' است و برخی از محققین، دعاهای خمس عشره را مکمّلِ صحیفه سجادیه می‌دانند.

## فهرست
1. دعای توابین
2. دعای شاکیان
3. دعای ترسیدگان
4. دعای امید
5. دعای آرزومندان
6. دعای شکرگزاران
7. دعای مطیعان
8. دعای عاشقان
9. دعای عاشقان
10. دعای وساطت‌طلبان
11. دعای فقرای مطلق
12. دعای منور
13. دعای آگاهان
14. دعای پناهجویان
15. دعای زاهد

## زمینه
در زمان سجاد، سیاست در جهان اسلام دچار جهل و فساد شده بود. یزید اول و مروان بن حکم که خود را امیرالمؤمنین، یعنی پیشوای مسلمانان می‌دانستند، در عمل به تعالیم اسلام عمل نمی‌کردند. با این وجود، هیچ مسلمانی جرأت مخالفت با آنها را نداشت. قیام حسین بن علی بی‌رحمانه سرکوب شد: در یک برخورد خونین معروف به نبرد کربلا تمام افرادِ حسین به جز پسرش سجاد که در آن زمان به شدت بیمار بود، کشته شدند. در چنین زمانی که تمام نهضت‌های آزادی‌خواهی در هم کوبیده شده بود و آزادی بیان وجود نداشت، نماز و دعا تنها وسیله‌ای بود که می‌شد آن را برای ترویج «اسلام واقعی» به کار برد به‌طوریکه با خشم خلیفه مواجه نشود.

## تحلیل و بررسی
گفته می‌شود شهید اول در کتاب اللمعة السجادیه دعاهای پانزده‌گانه را جمع‌آوری کرده و به صحیفه سجادیه اضافه کرده‌است. پس از آن، اکثر دانشمندانی که در مورد نجواهای پانزده‌گانه نوشته‌اند، آنها را جزء مکمل صحیفه سجادیه دانسته‌اند؛ اما برخی نیز بین ۵۴ دعایی که بدنهٔ اصلی صحیفه سجادیه را تشکیل می‌دهد و جزء اضافه‌شده که شامل آن است، تمایز قائل شده‌اند. به گفته ویلیام چیتیک، پنجاه و چهار دعای اصلی صحیفه سجادیه، «طراوت و وحدت انکارناپذیری از مضمون و سبک را نشان می‌دهند، در حالی که پانزده دعای اضافه‌شده… نظم خاصِّ خود و هنرمندی خودآگاهی را اضافه می‌کند که ممکن است نشان‌دهندهٔ نگارش آنها بدست یک ویراستار دیگر باشد.» در هر حال، محمدباقر مجلسی باعث شهرت یافتن این ادعیه بین شیعیان شد چراکه مدعی بود این ادعیه را برخی از یاران سجاد از او نقل کرده‌اند.